# 밤의 피크닉
《밤의 피크닉》은 온다 리쿠가 지은 소설로 영화로 제작되기도 했다.

## 개요
'쇼세츠 신초'(小説新潮)에서 2002년 11월호부터 2004년 5월호까지 연재를 한 다음 2004년 7월 30일에 신초샤에서 발매했으며 제2회 서점 대상, 제26회 요시가와 에이치 문학신인상을 수상했다. 또 2004년에 '책의 잡지'(本の雑誌)가 고른 논장르(Non-genre) best 10에서는 1위가 되기도 했다. 2006년 9월에 신초샤문고에서도 발매되었다. '도서실의 바다'(2002년 2월, 신초샤)에서는 보행제의 외전인 '피크닉의 준비'가 수록되어있다. 또 피크닉의 준비와 밤의 피크닉에서는 등장인물의 설정이 다른 것등 차이가 어느 정도 있다.
저자의 모교인 이바라키 현립 미토다이이치 고등학교의 명물행사인 '걷는 모임'(歩く会)을 모델로 하고 있다. 이 책에서는 80km의 보행제로 기록하고 있으나 실제의 '걷는 모임'은 70km를 걷는다.

## 스토리
1년에 한 번씩 전교생이 24시간동안 80km를 걷는 (고등)학교의 전통행사인 '보행제'가 있다. 3학년인 고다 다카코는 이 마지막 보행제에서 스스로 내기를 했다. 그것은 같은 반 친구인 니시와키 도오루에게 말을 걸어서 대답을 듣는 것. 다카코는 애인과는 다른 어떤 이유에서인지 니시와키를 의식하고있지만 한번도 말을 걸어본 적이 없었다. 하지만 두 사람간의 부자연스러운 태도를 반 친구들은 오해하고 말았다.

## 등장인물
사카키 남매 말고는 전부 북고 3학년이다.
니시와키 도오루
테니스부원이다. 동급생인 고다 다카코와는 이복남매 관계.
고다 다카코
동급생인 니시와키 도오루와는 이복남매. 엄마는 싱글맘이다.
도다 시노부
도오루의 친구. 수영부원이다. 이전에 우치보리 료코와 사귄 적이 있다. 원작에서는 안경을 쓴 듯한 묘사가 있지만 영화에서는 쓰지 안경을 쓰지 않았다.
유사 미와코
다카코의 친구로 일본 전통 과자 가게의 딸. 북고 남자의 동경의 대상이다. 원작과 영화에서는 형제에 대한 설정이 다르다.
사카키 안나
다카코와 미와코의 친구로 귀국소녀이다. 둘에게는 좋아하는 사람을 명확히 말하지 않은 채로 고등학교 3학년이 되는 봄에 다시 미국으로 돌아갔다. 도오루와 다카코가 이복남매라는 사실을 알고 있다.
고토 리카
도오루와 다카코의 반 친구이다. 영화에서는 도다 시노부를 좋아하는 설정으로 되어있지만 원작에서는 언급되어 있지 않다.
카지타니 치아키
도오루와 다카코의 반 친구이다. 국립대학계를 지망하는 반에 소속되어 있다. 원작에서는 도다 시노부를 은근히 좋아한다는 감정을 갖고 있으나 영화에서는 하루야마라고 하는 학생을 좋아한다.
사카키 준야
안나의 남동생. 미국에서 살고있지만 일부러 일본에 와서 보행제에 은근슬쩍 참가한다. 실은 작년 보행제에도 왔다.
다카미 고이치로
도오루와 다카코의 반 친구로 록을 엄청 좋아한다. 낮에는 죽은 듯이 조용해서 '좀비'라는 별명을 갖고있다. 원작에서는 키가 작은 설정으로 되어있으나 영화에서는 키가 꽤 크다.
우치보리 료코
미와코의 반 친구로 도다 시노부의 전 여자친구이다. 학교 내에서 사귄 남자친구는 셀 수 없을 지경이다. 도오루를 엿보고 있는 것으로 보인다. 시노부는 타산적인 아이라고 한다.

## 영화

### 개요
2006년 9월 30일에 개봉했다. 그에 앞서서 이야기의 프롤로그를 그린 옴니버스 형식의 DVD 드라마인 '피크닉의 준비'가 9월 15일에 발매되었다.
저자의 모교이자 이 작품의 무대가 되는 이바라키 현립 미토다이이치 고등학교에서 촬영했다.
또 출연자도 저자의 '아이돌스럽지 않은 배우를 쓰면 좋겠다'라는 제안에 맞춰서 캐스팅이 되었다.

### 출연자
- 고다 다카코 : 다베 미카코
- 니시와키 도오루 : 이시다 타쿠야
- 도다 시노부 : 가쿠 도모히로
- 유사 미와코 :니시하라 아키
- 고토 리카 : 칸지야 시호리
- 카지타니 치아키 : 마쓰다 마도카
- 다카미 고이치로 : 에모토 다스쿠
- 우치보리 료코 : 다카베 아이
- 사카키 안나 : 가토 로사
- 사카키 준야 : 이케마쓰 소스케
- 야베(야구부원) : 에비사와 겐지
- 사쿠라 (실행위원) : 콘노 나루미
- 후지마키(교사) : 시마다 큐사쿠
- 교장 : 다야마 료세이
- 다카코의 엄마 : 미나미 카호

### 스탭
- 감독 : 나가사와 마사히코
- 각본 : ：미사와 쿄코, 나가사와 마사히코
- 기획, 제작 : 우시야마 타쿠지다케베 유미코
- 콘셉트 디자인 : 타네다 요헤이
- 음악 제작 : 이토 히로아키 (tearbridge production)
- 음악：REMEDIOS, DAKOTA STAR
- 주제가：몽키 매직 〈후타리〉 (binyl records)
- 이미지 싱크 ：가나쓰키 타쿠야「ひとりじゃないから」(tearbridge records)
- 제작 프로덕션 : 무비 아이 엔터테인먼트

## CM
나나무지카'Ta-lila~僕を見つけて~'의 CM. '夜のピクニック'에서 영감을 받아서 만들었다.
세계 최단 15초 시네마로 『COUNT DOWN TV』TBS내에서 방송. 총 3화.
- 감독 : 나가사와 마사히코
- 출연 : ：가라사와 토시아키(선생님 역), 우에하라 미사(학생(쓰키코) 역 )
- 제1화 2005년 4월 16일 방송
- 제2화 2005년 4월 23일 방송
- 제3화 2005년 4월 30일 방송